# Buddhizmus Csehországban

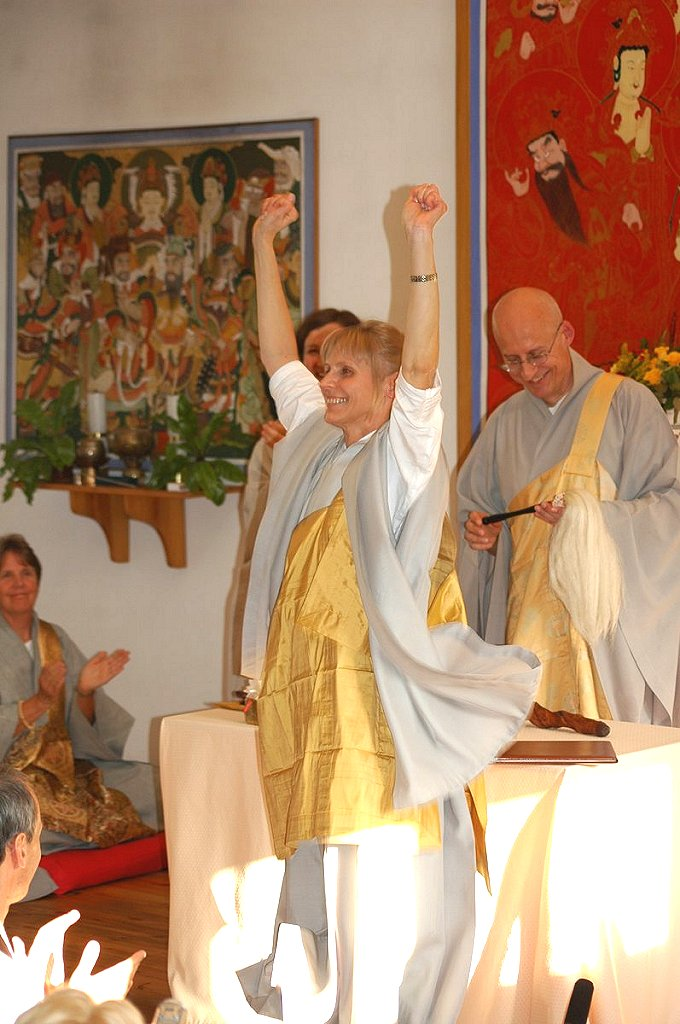
Cseh buddhisták

A buddhizmus Csehországban kisebbségi vallásnak számít és nincs hivatalos státusza. Egyes becslések szerint a magukat buddhistának vallók száma 50 000-60 000 fő körül van, amely a teljes lakosság mintegy 0,5%-a. A World Buddhist Directory listája alapján Csehországban 70 buddhista hely van jelenleg.
A csehországi vietnámi közösségek jelentik a cseh buddhisták zömét. A legnagyobb ázsiai közösségnek számító vietnámiak elsősorban a mahájána buddhizmust követik, amely ötvöződött ősi helyi hitekkel, a konfucianizmussal és a taoizmussal. Összességében ők teszik ki a cseh buddhisták kétharmadát vagy akár háromnegyedét. A maradék cseh buddhista főleg a théraváda vagy a vadzsrajána buddhizmust követi, ezek közé lehet sorolni a kisebb létszámú kínai és koreai bevándorlókat is. Értelemszerűen, azokban a városokban van inkább jelen a buddhizmus, ahol a külföldi származású vietnámi lakosság is tartózkodik, név szerint Prágában és Cheb városban. AThien An buddhista pagoda Varnsdorf tartományban az első vietnámi stílusú buddhista templom volt az ország területén. Ezt 2007-ben adták át és 2008 januárjában szentelték fel. Ez a pagoda jelenleg a vietnámi kultúra és a vietnámi nyelvoktatás központja Csehországban. Csehországban található tíz koreai buddhista templom is (három Prágában és három Brnóban.
A vadzsrajána gyakorlók elsősorban a nyingma vagy a kagyü iskolákhoz tartoznak. A karma kagyü iskola mintegy ötven központot és meditációs csoportot hozott létre. A dán Ole Nydahl által fémjelzett gyémánt út csoport aktív Csehországban és Szlovákiában egyaránt.

## Története
Bhante Wimala Srí Lanka-i théraváda szerzetes alapította az első két csehországi buddhista központot, a Szamádhi Meditációs Központot Mělník közelében, és a Lótusz Központot Prágában.